# All Night Long (1981)
All Night Long is een Amerikaanse romantische komedie uit 1981 onder regie van Jean-Claude Tramont.

## Verhaal
George Dupler (Gene Hackman), een getrouwde man van bijna middelbare leeftijd, wordt gedegradeerd na een driftbui op werk en gaat werken als de nachtploegmanager van een nachtapotheek. Zijn 18-jarige zoon, Freddie (Dennis Quaid), heeft een affaire met een oudere, getrouwde vrouw, die toevallig ook Freddie's achterneef is. George adviseert Freddie om de affaire te stoppen voordat het tot problemen leidt, maar Freddie verklaart dat hij mogelijk van haar houdt. Op een avond in de winkel ontmoet George eindelijk de vrouw, Cheryl (Barbra Streisand), een ongetalenteerde singer-songwriter die getrouwd is met een vluchtige brandweerman, Bobby (Kevin Dobson). Al gauw raken George en Cheryl verliefd op elkaar.
Kort daarna besluit Cheryl om Freddie te vertellen over de affaire die ze heeft met zijn vader. De volgende dag, wanneer George probeert te slapen en zijn vrouw, Helen (Diane Ladd), een les Frans heeft, confronteert Freddie zijn vader en raakt met hem in gevecht. Helen hoort over de affaire en George vertrekt. Kort daarna kondigt ze aan van hem te zullen scheiden.
George neemt ontslag en huurt een loft waar hij zijn droom om uitvinder te worden kan waarmaken. George gaat naar een jubileumfeest waar iedereen die hij kent aanwezig is, inclusief zijn familie, plus Cheryl en Bobby. Hij realiseert zich dat Bobby op de hoogte is van de affaire met zijn vrouw. George haalt Cheryl weg van het feest en haar man. Hoewel Cheryl van hem houdt, vindt ze hem te goed voor haar.
Cheryl gaat naar de brandweerkazerne waar Bobby werkt om met hem te praten. Bobby schreeuwt tegen haar en staat op het punt haar te slaan als plotseling het brandalarm afgaat. Hij en alle brandweerlieden vertrekken en de kijker leert dat het George was die de niet-bestaande brand meldde. Cheryl gaat bij George wonen. Freddie heeft de situatie geaccepteerd en helpt haar met de verhuizing.

## Rolverdeling
| Acteur                | Personage                   |
| --------------------- | --------------------------- |
| Gene Hackman          | George Dupler               |
| Barbra Streisand      | Cheryl Gibbons              |
| Dennis Quaid          | Freddie Dupler              |
| Diane Ladd            | Helen Dupler                |
| Kevin Dobson          | Bobby Gibbons               |
| William Daniels       | Richard H. Copleston        |
| Hamilton Camp         | Buggoms                     |
| Terry Kiser           | Ultra-Save manager          |
| Charles Siebert       | Nevins                      |
| Vernee Watson-Johnson | Emily (als Vernee Watson)   |
| Raleigh Bond          | Ultra-Save dokter           |
| Annie Girardot        | lerares Frans               |
| Ann Doran             | Oma Gibbons                 |
| James Nolan           | Opa Gibbons (als Jim Nolan) |
| Judy Kerr             | Joan Gibbons                |
| Marlyn Gates          | Jennifer Gibbons            |

## Achtergrond
Aanvankelijk was de All Night Long een filmproject met een laag budget van circa $3 miljoen. Verscheidene actrices werden overwogen voor de hoofdrol, onder wie Loni Anderson, maar uiteindelijk kreeg Lisa Eichhorn de hoofdrol. Naar verluidt konden Eichhorn en tegenspeler Gene Hackman niet goed met elkaar overweg. Op aanraden van talentenagent Sue Mengers - de echtgenote van regisseur Jean-Claude Tramont - werd Eichhorn vervangen door Barbra Streisand, die hiervoor een destijds recordbrekend salaris van $4 miljoen ontving. Eichhorn had toen al meerdere scènes opgenomen. 
De film werd uiteindelijk gemaakt voor een totaalbudget van $15 miljoen, exclusief promotiekosten.
De studio hoopte dat deze film een comeback voor Gene Hackman zou betekenen, maar de film flopte. De studio leed uiteindelijk een verlies van circa $20 miljoen. Hackman en Streisand waren beiden ontevreden over het eindresultaat en weigerden de film te bespreken in interviews.
De film werd destijds niet in Nederland uitgebracht.

## Prijzen en nominaties
| Jaar | Prijs                                   | Categorie         | Genomineerde(n)  | Uitslag     |
| ---- | --------------------------------------- | ----------------- | ---------------- | ----------- |
| 1981 | Golden Raspberry Awards                 | Slechtste Actrice | Barbra Streisand | Genomineerd |
| 1981 | National Society of Film Critics Awards | Beste Acteur      | Gene Hackman     | Genomineerd |